# 橋本左内
橋本 左内（はしもと さない）は、日本の武士（福井藩士）、志士、思想家。号は景岳、黎園（れいえん）。諱は綱紀（つなのり）。著書に15歳の時に志を記した『啓発録』（1848年）がある。安政の大獄で25歳で死罪となった。

## 生涯
1834年4月19日（天保5年3月11日）、福井藩奥外科医で25石5人扶持の橋本長綱の長男として越前国常磐町に生まれる。母は小林静境の娘。弟にのち陸軍軍医総監・子爵となった橋本綱常がいる。桃井氏一族の桃井直常の後胤と称した。直常の子孫が母姓を冒して橋本姓に改姓したという。
嘉永2年（1849年）、大坂に出て適塾で蘭方医の緒方洪庵に師事する（適塾時代に、福沢諭吉が左内を尾行したという話があるが、左内と福沢諭吉は同時期に適塾に在籍しておらず、フィクションである）。嘉永5年（1852年）19歳の春に父・長綱が病気のため大坂での勉強を打ち切って帰藩し、代診に従事して患者の治療に励んだ。11月に父が病死すると、藩医（表医師外科）の列に加えられた。安政元年（1854年）には江戸に遊学し、蘭学者坪井信良の塾に入り、間もなく坪井の紹介で杉田成卿に師事し、蘭方医学を学ぶ。その後、水戸藩の藤田東湖、薩摩藩の西郷吉之助、小浜藩の梅田雲浜、熊本藩の横井小楠らと交流する。窮迫した時勢に接するうちに、医学を離れたい心をおこした左内は、中根雪江、鈴木主税の尽力によって安政2年（1855年）に藩医職を解かれ、御書院番に転じた。やがて福井藩主の松平春嶽（慶永）に側近として登用され、安政4年（1857年）正月藩校・明道館御用掛り・学監同様となる。在任中は、明道館内に洋書習学所（洋学所）と惣武芸稽古所等を設けた。同8月、江戸詰めを命じられ、侍読兼御内用係を務め、藩主の側近として藩の政治、国の政治に大きな関わりを持つようになった。
14代将軍を巡る将軍継嗣問題では、春嶽を助け一橋慶喜擁立運動を展開し、幕政の改革を訴えた。また英明の将軍の下、雄藩連合での幕藩体制を取った上で、積極的に西欧の先進技術の導入・対外貿易を行うことを構想した。またロシアとの同盟を提唱し、帝国主義と地政学の観点から日本の安全保障を弁じた先覚者でもあった。
安政5年（1858年）、大老となった井伊直弼の手により安政の大獄が始まり、春嶽が隠居謹慎を命じられると、将軍継嗣問題に介入したことを問われて取り調べを受け、親戚の朧勘蔵の邸に幽閉され、謹慎を命じられた。取り調べの際「私心でやったのではなく藩主の命令である」と認めたことが、井伊の癇に障ったらしく（当時は藩主をかばうのが当然という朱子学たる武士の倫理があった）、遠島で済む刑罰が重くなり安政6年10月7日（1859年11月1日）、伝馬町牢屋敷で斬首となった。享年26（25歳没）。獄中歌の一編として以下のものがある。
刑の前に藩邸に一礼し顔を覆い泣いた逸話があるが定かではない。
墓は福井市の善慶寺に隣接する左内公園と、長州の吉田松陰などとともに南千住の回向院にもある。戒名は景鄂院紫陵日輝居士。1891年（明治24年）、贈正四位。

## 思想
7歳で漢籍・詩文と書道を、8歳で漢学を学び、生涯を通じて学問武道に励んだ。
左内が15歳の時に著した『啓発録』に、後年、序文を記した矢嶋皞によれば、当時の橋本左内は、学友が激論しているときも常にうつむいて行儀よく座り、皆の話を黙って聞いているような少年で、自分の学才を表に出さず、沈思黙考しているような人物だった。『啓発録』は、左内がそれまでの生き方を省み、その後の生き方の指針として5項目を定め、著したものとされる。下記はその概要である。
1. 去稚心（稚心を去る。） : 目先の遊びなどの楽しいことや怠惰な心や親への甘えは、学問の上達を妨げ、武士としての気概をもてないので、捨て去るべき。
2. 振気（気を振う。） : 人に負けまいと思う心、恥を知り悔しいと思う心を常に持ち、たえず緊張を緩めることなく努力する。
3. 立志（志を立てる。） : 自分の心の赴くところを定め、一度こうと決めたらその決心を失わないように努力する。
4. 勉学（学に勉む。） : すぐれた人物の素行を見倣い、自らも実行する。また、学問では何事も強い意志を保ち努力を続けることが必要だが、自らの才能を鼻にかけたり、富や権力に心を奪われることのないよう、自らも用心し慎むとともに、それを指摘してくれる良い友人を選ぶよう心掛ける。
5. 択交友（交友を択ぶ。） : 同郷、学友、同年代の友人は大切にしなければいけないが、友人には「損友」と「益友」があるので、その見極めが大切で、もし益友といえる人がいたら、自分の方から交際を求めて兄弟のように付き合うのがよい。益友には、次の5つを目安とする。
  - 厳格で意思が強く、正しい人であるか。
  - 温和で人情に篤く、誠実な人であるか
  - 勇気があり、果断な人であるか。
  - 才知が冴えわたっているか。
  - 細かいことに拘らず、度量が広い人であるか。

## 同時代の評価
- 西郷吉之助「先輩としては藤田東湖に服し、同輩としては橋本左内を推す」

- 吉田松陰「左内と半面の識なきを嘆ず」

- 横井小楠「彼を以て鼂錯に似たり」

- 武田耕雲斎「東湖の後又東湖あり」

- 川路聖謨
  - 「扨又た橋本左内へは初めて対面仕候が、未だ壮年に見え候に、議論の正確、驚入り候事共にて、餘に辨晰、刀もて切られぬ迄の事に候ひて、かばかり押つめられ、迷惑に侍りし事は覚え候はず」
  - 「備中殿(堀田)笑い給ひて、左衛門(川路)が申せしは、左内は二十四五ばかり、六七にはなる間敷き若者なるに、辨論、才知、天晴なる事共にて殆ど辟易せる由、越公にはよき家来を持たれたりと、殊の外賞嘆しおれり」

- 坪井信良「…就中今度福井藩中橋本左内と申者来り申候、年甫て二十一才、頗る沈才篤厚、誠に頼母敷人物、国公にも殊の外秘蔵の才子にて、小子迄別段心附教授可致との命も御坐候、先年大坂にて一年、纔一年才の修行なれども、当時拙塾頭栗山立孝と頗る頡頏、無程飛物に候事と珍喜仕候、小子も年来逢人千百人、如斯人は初てなり、実に可畏可羨一俊才に御坐候」[18]

## 関連史跡

### 左内公園

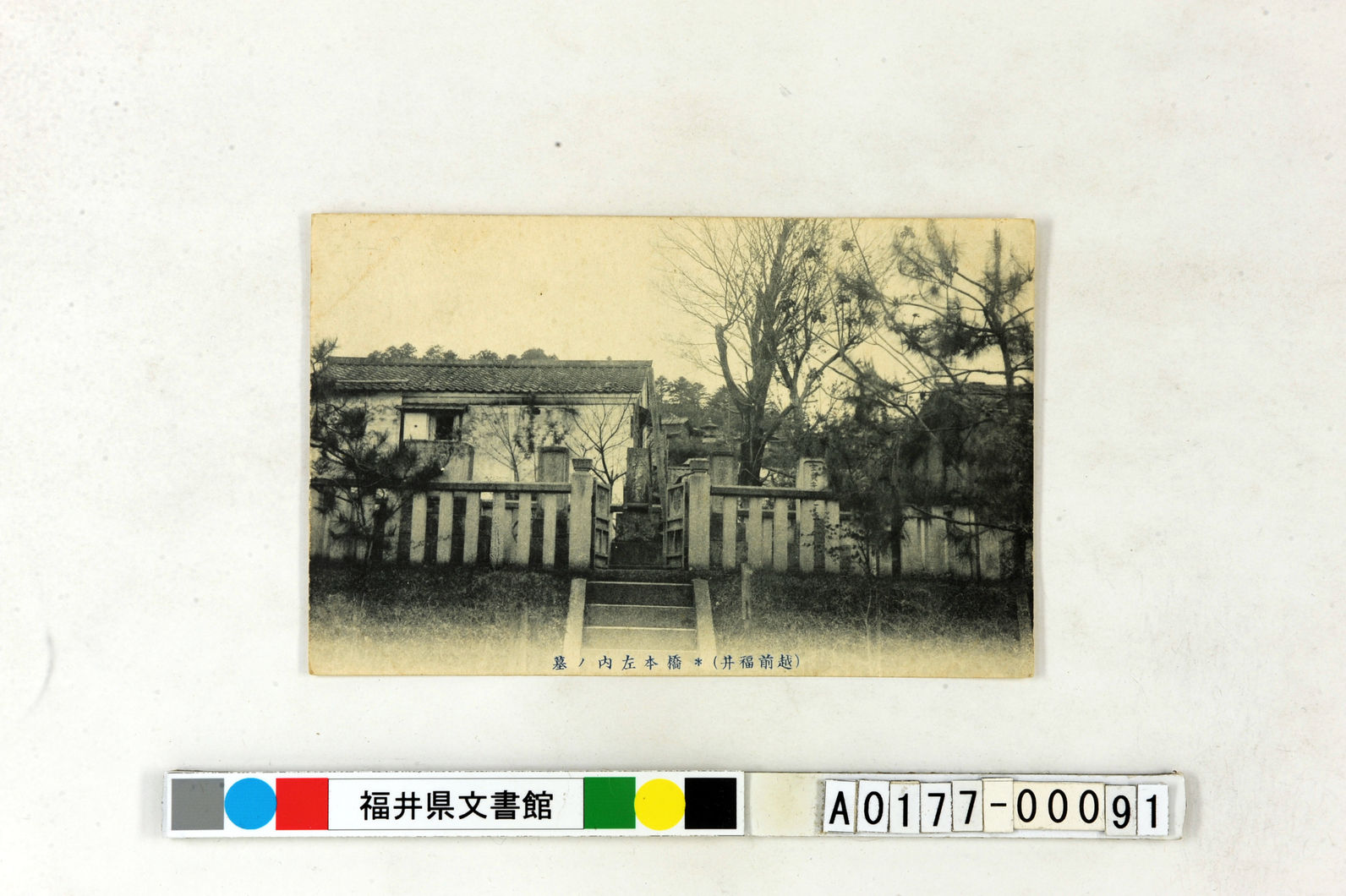
戦前の絵はがきより
（越前福井）橋本左内ノ墓

左内の遺骸は当初、小塚原の回向院に埋葬されたが、1863年（文久3年）5月、福井相生町（現在の福井県福井市左内町）の菩提寺善慶寺（日蓮宗）に改葬された。
墓所は善慶寺の境内にあったが、1945年（昭和20年）、空襲により善慶寺が焼失。善慶寺は妙経寺に併合した。この一帯は終戦後の都市計画で児童公園として整備された。

### 銅像など
- 銅像（大正14年建設、昭和7年除幕式）

最初の橋本左内像（大塚楽堂 作）は1925年（大正14年）12月24日、大野郡上庄村出身の松浦操が発起人となり、福井市役所の許諾を得て、足羽公園天魔ヶ池の側に建てられた。除幕式は1932年（昭和7年）10月23日、足羽山公園三段広場で行われたとある。台座正面「橋本景岳先生像」の文字は、元帥東郷平八郎の揮毫によるもの。像高は7尺5寸（227cm）あったが、実際の身長は150cm程度であったといわれている。なお、この像は1944年（昭和19年）の戦争中に銅の回収のため撤去された。
- 銅像（昭和38年建設）

1963年（昭和38年）10月7日に左内公園に橋本左内銅像が建てられた。
- 橋本左内石像[29]

鯖江市惜陰小学校の校門脇に1943年（昭和18年）住民から寄贈された石像がある。左内の姉が鯖江藩士木内左織に嫁いでおり、左内と鯖江に何らかのかかわりがあったためとされる。

## 関連作品
著作
- 伴五十嗣郎監修『啓発録―付 書簡・意見書・漢詩』講談社学術文庫
- 紺野大介訳『橋本左内著「啓発録」英完訳書』錦正社

専門書・関連書
- 景岳会編『橋本左内全集』東京大学出版会 続日本史籍協会叢書 全3巻
- 滋賀貞編『橋本景岳全集』歴史図書社 上・下巻
- 山口宗之『橋本左内』吉川弘文館 人物叢書　1962年、新装版 1985年 ISBN 9784642050227、オンデマンド版 ISBN 9784642750226
- 白崎昭一郎『橋本左内』毎日新聞社
- 石川洋『君よ、志を持って生きてみないか―橋本左内『啓発録』を読む』致知出版社
- 前川正名『橋本左内その漢詩と生涯：附橋本左内漢詩訳注』三重大学出版会
- 角鹿尚計『橋本左内 人間自ら適用の士あり』ミネルヴァ書房・ミネルヴァ日本評伝選

小説
- 山本周五郎『城中の霜』（『日日平安』収録）新潮文庫
- 岳真也『麒麟―橋本左内伝』角川書店、のち学研文庫
- 木宮高彦『橋本左内』講談社

漫画・児童出版
- 中島健志『コミック版日本の歴史 幕末・維新人物伝　橋本左内』（原作：東山成江、ポプラ社、2016年）
- 大津寄章三『幕末の先覚者橋本左内 ～幼なごころをうちすてた十五歳の決意』（まほろばシリーズ 6、明成社、2011年）ISBN 978-4-905410-01-0

ドラマ
- 『天皇の世紀』、1971年、朝日放送 …演：田村正和
- 大河ドラマ『翔ぶが如く』、1990年、NHK…演：篠井英介
- 大河ドラマ『新選組!』、2004年、NHK…演：山内圭哉
- 大河ドラマ『西郷どん』、2018年、NHK…演：風間俊介
- 大河ドラマ『青天を衝け』、2021年、NHK…演：小池徹平